# 張奮 (司空)
張 奮（ちょう ふん、? - 102年）は、中国後漢中期の人物。字は雅通。武始侯。父は張純。
和帝の時代である94年から97年にかけて司空を務めた。前任の司空は劉方であり、司徒に移っている。同時期の太尉は張酺である。97年に司空を免職となり、後任の司空は韓棱が任命された。後に太常を務めたが、101年に病気で免職となった。